# Catriona Sens-Oliver
Catriona Sens-Oliver (ur. 2 kwietnia 1980 w Sale) – australijska wioślarka.

## Osiągnięcia
- Mistrzostwa Świata – Mediolan 2003 – dwójka podwójna – 6. miejsce[1].
- Igrzyska Olimpijskie – Ateny 2004 – ósemka – 6. miejsce[1].
- Mistrzostwa Świata – Eton 2006 – czwórka podwójna – 2. miejsce[1].
- Mistrzostwa Świata – Monachium 2007 – czwórka podwójna – 7. miejsce[1].
- Igrzyska Olimpijskie – Pekin 2008 – dwójka podwójna – 8. miejsce[1].